# Eduardo Arranz Bravo

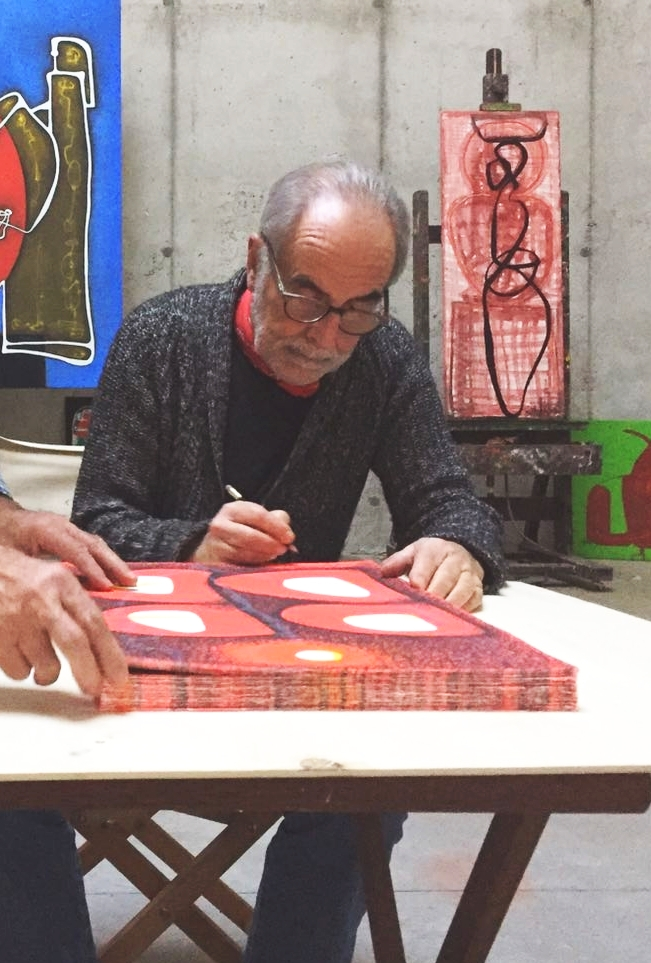
Arranz Bravo em 2016.

Eduardo Arranz Bravo (Barcelona, 9 de outubro de 1941 – Barcelona, 20 de outubro de 2023) foi um pintor e escultor espanhol surrealista.

## Obras
- Jerry
- Peter
- Reggie
- Roger
- Thomas
- Sweerts Suite Azul
- Sweerts Suite Verde
- Sweerts Suite Naranja
- Sweerts Suite Amarillo
- Sweerts Suite Melocotón
- Sweerts Suite Negro

## Prémios
- Grande Prémio e Medalha de Ouro  (Bienal Internacional de Ibiza) (1964).
- Prémio de Figura  (Bienal Estrada Saladrich) (1967).
- Prémio de Desenho Ynglada Guillot (1968).

## Exposições
- Museu de Arte Moderna de São Paulo
- Museu Nacional Centro de Arte Reina Sofia
- Centro Cultural Tecla Sala (Barcelona)
- Galeria Franklin Bowles (Nova Iorque)